# پیام‌آور: داستان ژان دارک
پیام‌آور: داستان ژان دارک (به انگلیسی: The Messenger: The Story of Joan of Arc) فیلمی ساختهٔ لوک بسون نویسنده، کارگردان و تهیه‌کننده فرانسوی و محصول سال ۱۹۹۹ می‌باشد. این فیلم داستان ژان دارک قهرمان ملی فرانسه را در طی جنگ صدساله روایت می‌کند.
فیلمنامه این فیلم بیشتر به جنبه اعتقادات مذهبی ژان دارک تکیه می‌کند و جنبه تاریخی داستان بسیار کمرنگ است. شیوهٔ نگارش فیلمنامه، نشان دادن صحنه‌های فراوانی که به لحاظ تاریخی صحت نداشتند، سبب ایجاد موج وسیعی از انتقادات از این فیلم شد و بیشتر منتقدان این فیلم را به شدت کوبیدند و این در کاهش فروش فیلم نقش به سزایی داشت، با این حال برخی از منتقدان نقدهایی بسیار مثبت در وصف این فیلم منتشر کردند.

## انتقادات
رونالد اف. ماکسول از منتقدان فیلم می‌گوید:
«لوک بسون تلاش می‌کند چیزی را ثابت کند که حتی بهترین دادستانهای زمان او (ژان دارک) از عهده‌اش بر نیامدند: اینکه ژان یک حقه باز دیوانه، گمراه، هیستریک، گیج و سر به هوا و گنهکار بود.»
«وقتی که فیلمی بر اساس یک دروغ پایه‌ریزی شود، آن هم دروغی گمراه‌کننده، هیچ چیز در ادامه فیلم قابل اطمینان نخواهد بود.» (ماکسول)
«من تماشای فیلم پیام‌آور را به هیچ‌کس توصیه نمی‌کنم مگر اینکه از قبل درک کاملی از ماجرای واقعی ژاندارک مقدس حاصل شود… من سعی کردم که این فیلم را مجدداً تماشا کنم و نقدی بر آن بنویسم ولی طاقت نیاوردم که آن را تا به انتها ببینم. دلیلش خیلی ساده است: سیمایی
که از ژان در فیلم پیام‌آور به تصویر کشیده شد شباهت بسیار کمی به ژانی دارد که من از طریق مطالعه سرگذشت واقعی و سخنان خود او، شناختم و شیفته اش شدم» (بن.دی. کندی)
«حقایق شناخته شده و حتی حدسیات بهترین مورخین بینهایت جالبتر، تأثیرگذارتر و شگفت انگیزتر از ابتکارات ناموجه این فیلم است.» (ماکسول)